# One Single Tariff
Un Tarif Unique ou One Single Tariff (nom officiel : Single Communication Tariff Act) est une initiative citoyenne européenne (ICE) visant à abolir les surcoûts de l'itinérance téléphonique en Europe. Son objectif est d'effacer toutes les barrières aux appels de téléphonie mobile au sein de l'Union européenne. Il s'agit de la deuxième ICE enregistrée, le 10 mai 2012, après l'initiative Fraternité 2020.

## Contexte
Bien que l'UE ait créé un marché unique intégré à l'échelle continentale, les compagnies de téléphonie sont encore nationales. Des réglementations avaient été adoptées par l'Union Européenne depuis 2007 pour réduire les frais d'itinérance, mais sans les abolir et une discrimination entre les consommateurs de l'UE persistait. 

## Fondateurs
L'initiative est lancée par Vincent Chauvet (ancien de Thomson Reuters, journaliste à Bruxelles et future maire d'Autun, alors dans sa dernière année d'étude à HEC Paris et à Sciences Po) et Martin Wittenberg (conseiller en communications, ancien membre du groupe Alliance des démocrates et des libéraux pour l'Europe et correspondant européen de la campagne de Barack Obama en 2008).

## Soutiens
L'initiative est soutenue, entre autres, par des membres du Parlement Européen, comme Jean-Luc Bennahmias, Alain Lamassoure et le Président du Comité Économique et Social Européen , Henri Malosse.

## Conséquences législatives
Après le lancement de cette initiative, l'Union Benelux a annoncé début 2013 qu'elle mettrait fin aux surcoûts de l'itinérance entre le Luxembourg, la Belgique et les Pays-Bas.
En réaction, les opérateurs de télécommunications ont proposé la création d'infrastructures communes en créant une nouvelle entité qui pourrait être utilisée pour définir des prix de gros maximum pour toutes les entreprises, donc la création d'un tarif commun d'itinérance.
En juin 2013, Neelie Kroes, a annoncé qu'elle soutenait l'objectif d'Un Tarif Unique et qu'elle le proposerait d'ici l'été 2013. Un nouveau règlement européen a été adopté pour imposer ce tarif unique à partir du 15 juin 2017 ; les frais de roaming ont ainsi été abolis en Europe.